# Macronychia aurifrons
Macronychia aurifrons är en tvåvingeart som beskrevs av Hall 1937. Macronychia aurifrons ingår i släktet Macronychia och familjen köttflugor. Inga underarter finns listade i Catalogue of Life.